# Harderbroek

Het Harderbroek is een natuurgebied dat in 1974 in de gemeente Zeewolde is aangelegd als een moeras- en plassengebied. Het gebied is 187 hectare groot en wordt beheerd door de Vereniging Natuurmonumenten. Het ligt tegenover Harderwijk, ingeklemd tussen de Knardijk en de Ganzenweg, en grenst aan het randmeer Wolderwijd. Aan de andere zijde van de Ganzenweg strekt zich het Harderbos uit.
Samen met het graslandgebied Kievitslanden vormen deze drie deelgebieden het grote jonge natuurgebied Harderhoek.
Het Harderbroek is een belangrijk leefgebied voor zeldzame vogels als de roerdomp, zilverreiger, lepelaar en baardmannetje. Het gebied is van zonsopgang tot zonsondergang toegankelijk! . Dit is omdat er een grote waarde is voor vooral aan water gebonden soorten die meer rust gegund (moeten) worden om hier te kunnen broeden, rusten en schuilen.
Het gebied kent wisselende waterpeilen doordat het bestaat uit drie peilgebieden. Aan de uiterste westkant en aan de noordrand en oostkant is bij de aanleg bos aangeplant. Het moerasdeel bestaat uit natte graslanden. rietlanden en open water. Aan de oostkant ligt een wilgenbroek, dat vanzelf ontstaan is en niet aangelegd. Binnen het wilgenbos bevindt zich een droge ruigte. Buiten het bos kent het oostelijk deel ook droge ruigten met struweel en droge graslanden, ook in ander delen komt dit op kleinere schaal voor. Verder loopt de oude vaargeul naar Harderwijk door het gebied. In het gebied staan ook twee kunstobjecten, één daarvan is een observatiehut.
Het Harderbroek is te kwalificeren als leefgebiedmoeras, en kent daarbij behorende flora en fauna. In de nabijheid van het gebied liggen agrarische gronden en het Wolderwijd, waardoor vooral de fauna in het gebied een duidelijke relatie onderhoudt met de omgeving. Grote aantallen watervogels maken gebruik van het Harderbroek als schuil- en rustplaats. De aantallen hangen sterk af van de bepaalde windrichtingen. Daarnaast ruien en foerageren er in het gebied veel vogels die aan water gebonden zijn. Botanisch interessant is de oostkant van het gebied door de zandopduiking ter plekke.

## Natuurontwikkeling
In 2005 heeft Natuurmonumenten het Harderbroek kunnen uitbreiden met zo’n 85 hectare voormalige landbouwgrond. Dit gebied is voorzien van dijkjes en door de opheffing van de ontwatering is een nat moerasgebied ontstaan, dat inmiddels is ontdekt door tal van moerasvogels. Riet en lisdodde hebben zich hier inmiddels gevestigd en in de lagere delen ontwikkelen zich natte hooilanden. Langs de randen is struweel aangeplant en zijn poelen gegraven. 
Tevens is een 'laarzenpad' door dit nieuwe natte natuurgebied opengesteld. Het pad begint bij de parkeerplaats aan het Ganzenpad en gaat via een bosgebied en orchideeënweiden naar een uitkijkpunt. De VVV Zeewolde heeft een fietsroute uitgezet. 

## Vogelsoorten
- Roerdomp (broedend)
- Porseleinhoen (broedend)
- Woudaap (broedend)
- Rietzanger (broedend)
- IJsvogel (broedend)
- Grote karekiet (broedend)
- Snor (broedend)
- Baardman (broedend)
- Bruine kiekendief (broedend)
- Zomertaling (broedend)
- Krooneend (broedend/foeragerend)
- Buidelmees (broedend)
- Kerkuil (broedend)
- Tafeleend (broedend/overwinterend)
- Blauwe kiekendief (foeragerend/overwinterend)
- Lepelaar (foeragerend)
- Grote zilverreiger (foeragerend)
- Kuifeend (overwinterend)
- Krakeend (overwinterend)
- Klapekster (overwinterend)